# آبروما

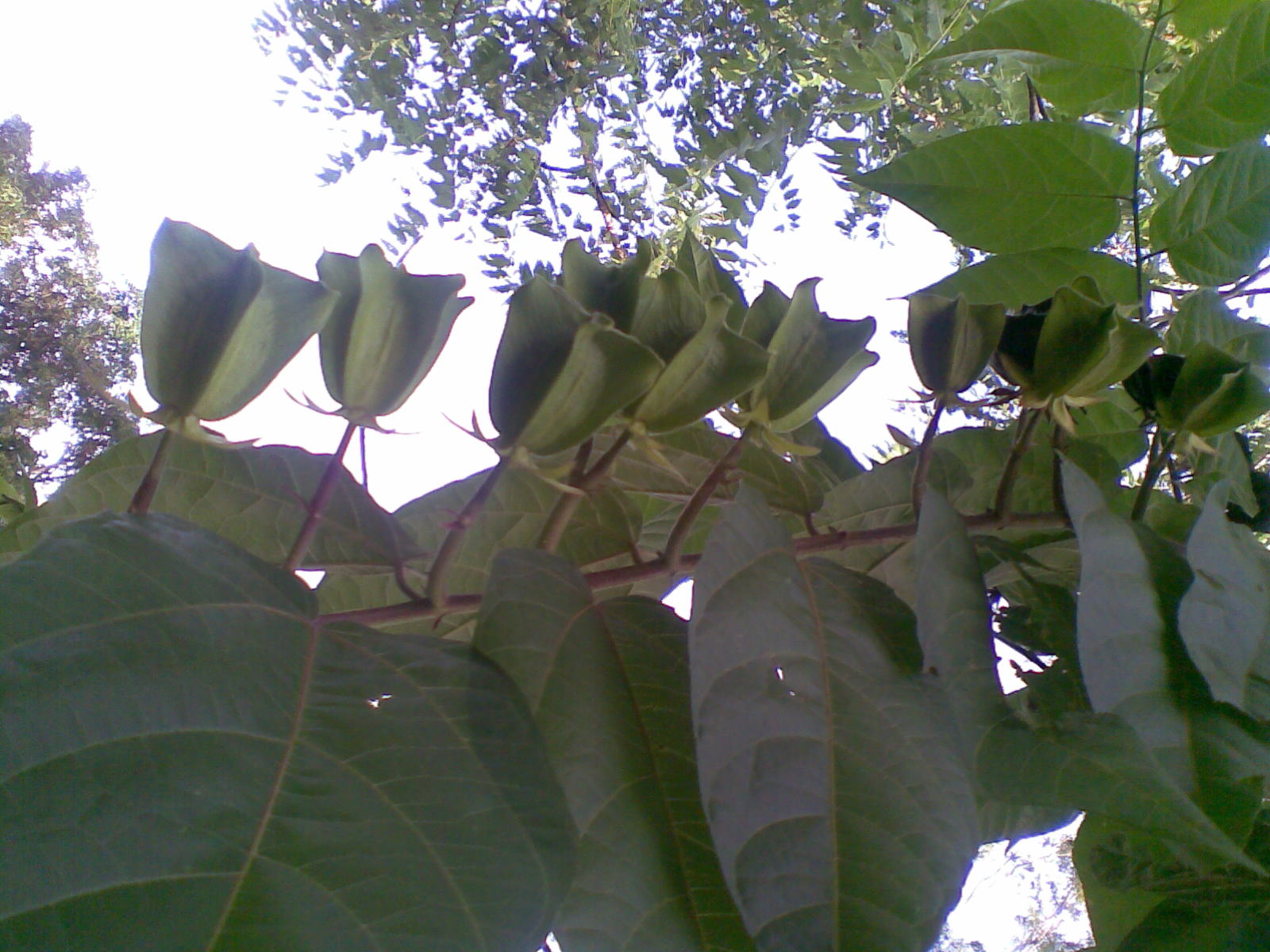
آبروما

آبروما (نام علمی: Abroma) نام یک سرده از تیره زنجره است.